# De cómo Anita Camacho quiso levantarse a Marino Méndez
De cómo Anita Camacho quiso levantarse a Marino Méndez es una comedia romántica venezolana, dirigida por Alfredo J. Anzola, estrenada en 1986.Junto con Se solicita muchacha de buena presencia y motorizado con moto propia, fue una de las más taquilleras de Alfredo J. Anzola.Para Elisa Martínez de Badra, ambas películas marcaron la tendencia en la comedia del cine venezolano de los 70 y 80, junto con La empresa perdona un momento de locura (1978) de Mauricio Walerstein.
De cómo Anita Camacho quiso levantarse a Marino Méndez forma parte de una de las 15 películas consideradas patrimonio cinematográfico de Venezuela por la UNESCO, e incluida en el Programa Memoria del Mundo.

## Sinopsis
Anita Camacho (Elba Escobar) es una ambiciosa muchacha de servicio que se hace pasar por su patrona (Julie Restifo) para poder enamorar a algún hombre de dinero y dejar de ser pobre. El canario Marino Méndez (Alejo Felipe), propietario de una frutería, se convertirá en el objetivo de sus planes.Para ello contará con la ayuda de Joaquinina (Hilda Blanco), la muchacha de servicio trinitaria de la casa vecina, y de Calambre (Víctor Cuica), empleado de la frutería. Mientras tanto, la policía la persigue creyendo que es una migrante colombiana indocumentada y el vecino voyeur (Ilan Chester), creyendo que se trata de una señora bien, de clase alta, trata de conquistarla.
Ambientada en la Caracas de los años 80, a pesar de su tono humorístico, toca temas como el abuso sexual, la vida de las trabajadoras domésticas, enfrentadas a la discriminación de clase y a la xenofobia, y de los migrantes colombianos y trinitarios, sometidos a la persecución policial.

## Reparto
- Elba Escobar como Anita Camacho
- Alejo Felipe como Marino Méndez
- Hilda Blanco como Joaquinina
- Julie Restifo como Gisela
- Guillermo Carrasco como Fernando
- Ilan Chester como Ilan Chester
- Víctor Cuica como Calambre
- Romelia Agüero
- Domingo Del Castillo
- Pedro Durán
- Kiko Mendive

## Música y producción
La banda sonora de la película fue compuesta por el músico y cantante israelí-venezolano Ilan Chester, quien también actúa en la película, interpretándose a sí mismo.
Para poder ahorrar presupuesto, Anzola concentró todas las locaciones (la frutería, el restaurante, la casa de la patrona, las casas de los vecinos) en una única calle: la calle Caroní de Caracas.

## Comentarios
Para Lorena Pino De cómo Anita Camacho quiso levantarse a Marino Méndez forma parte, junto con Se solicita muchacha de buena presencia y motorizado con moto propia y la obra de cineastas como Clemente de la Cerda y Román Chalbaud de un muy diverso "cine sobre los “pobres” en un país cuya riqueza petrolera ha paradójicamente generado una división abismal de clases sociales. A pesar de hacer visible una temática común, las perspectivas autorales varían significativamente. De la comedia popular a la denuncia, en los ochenta –una vez más– pueden ubicarse diferencias en vez de semejanzas."